# Shunji Yanai

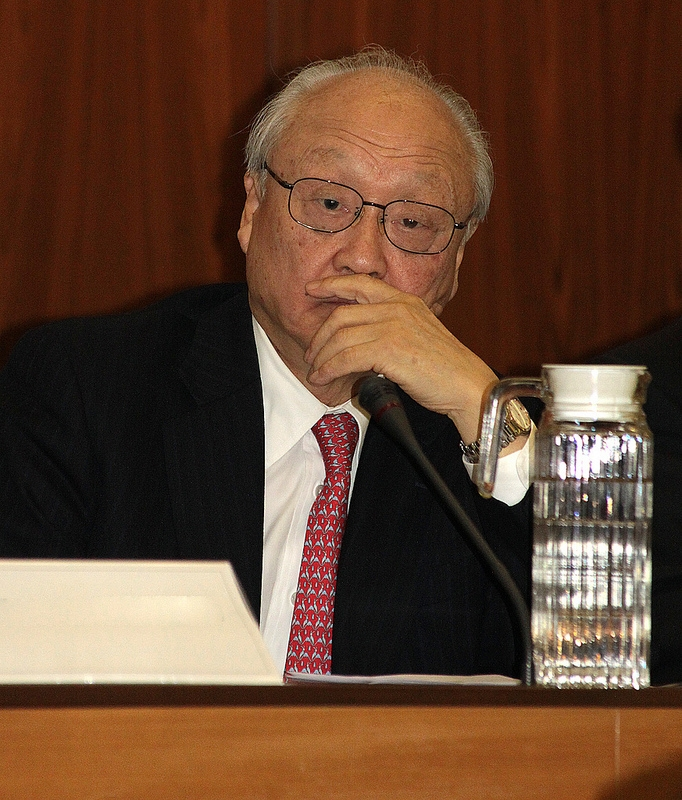
Shunji Yanai (2013)

Shunji Yanai (jap. 柳井俊二, Yanai Shunji; * 15. Januar 1937 in der Präfektur Tokio) ist ein japanischer Jurist und Diplomat. Er war von 2005 bis 2023 Richter am Internationalen Seegerichtshof und war von Oktober 2011 bis September 2014 dessen Präsident.

## Leben
Yanai besuchte die Universität Tokio, wo er 1961 seinen Abschluss in Rechtswissenschaften erwarb. Anschließend trat er in den Auswärtigen Dienst seines Landes ein und war Abteilungsleiter im japanischen Außenministerium, Botschafter in Südkorea und den Vereinigten Staaten. Zudem war er 1968/69 Mitglied der United Nations Conference on the Law of Treaties. Von 1997 bis 1999 war er stellvertretender Außenminister Japans.
Yanai war ab dem 1. Oktober 2005 Richter am Internationalen Seegerichtshof in Hamburg. Vom 1. Oktober 2011 bis zum 30. September 2014 war er dessen Präsident. Seine Amtszeit als Richter lief nach seiner Wiederwahl bis zum 30. September 2023. Neben dieser Tätigkeit ist er als Berater für Mitsubishi Electric und andere Firmen tätig.

## Publikationen (Auswahl)
- Japans legal framework for peacekeeping operations and international humanitarian relief operations. In: Michael K. Young (Hrsg.): Trilateral perspectives on international legal issues: relevance of domestic law and policy. Transnational Publishers, Ardsley NY 1996, ISBN 1-57105-003-5, S. 567–579.
- La coopération régionale contre la piraterie en Asie. In: Annuaire français de droit international. 52, 2006, ISSN 0066-3085, S. 391–399.